# The Road to Escondido

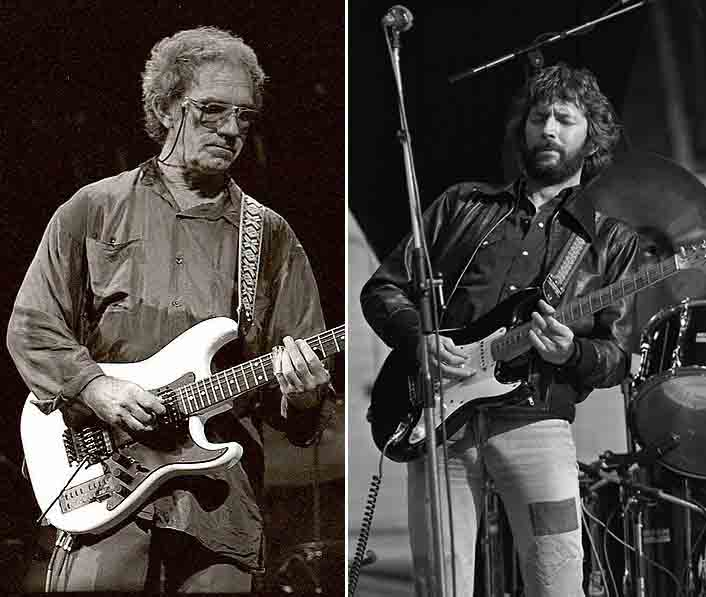
J.J. Cale und Eric Clapton

The Road to Escondido ist ein Musikalbum von Eric Clapton und J.J. Cale. Es wurde im August 2005 in Kalifornien aufgenommen und im November 2006 veröffentlicht. Es war Claptons erste Zusammenarbeit mit J.J. Cale. Das Album wurde 2007 mit einem Grammy Award ausgezeichnet.

## Hintergrund
Clapton und Cale machten bereits seit mehr als 40 Jahren Musik. Cale hat sich jedoch – im Gegensatz zu Clapton – vor allem als Songwriter einen Namen gemacht. So stammen einige der größten Clapton-Hits wie Cocaine oder After Midnight aus der Feder von J.J. Cale. Claptons Bewunderung gegenüber Cale veranlasste ihn dazu, seinen langjährigen Weggefährten während des dreitägigen Crossroads Guitar Festival 2004, zu dem auch Cale eingeladen war, zu einem gemeinsamen Album zu überreden. Cale schrieb elf der vierzehn Stücke des Albums. Das Album ist Billy Preston gewidmet; es war seine letzte Arbeit.

## Sound und Stil
Das Album besitzt entsprechend der Zahl der mitwirkenden Musiker keinen eindeutigen Musikstil und ist eine Mischung aus Blues, Folk, Country und Rockmusik mit einer Vielzahl weiterer Einflüsse. Unverwechselbar ist jedoch der charakteristische Sound von Cale, was Claptons Wunsch war.

## Titelliste
1. Danger – 5:34
2. Heads in Georgia – 4:12
3. Missing Person – 4:26
4. When this War is Over – 3:49
5. Sportin’ Life Blues (Brownie McGhee) – 3:31
6. Dead End Road – 3:30
7. It’s Easy – 4:19
8. Hard to Thrill (Clapton/John Mayer) – 5:11
9. Anyway the Wind Blows – 3:56
10. Three Little Girls (Clapton) – 2:44
11. Don’t Cry Sister – 3:10
12. Last Will and Testament – 3:57
13. Who Am I Telling You – 4:08
14. Ride the River – 4:35

## Rezeption und Auszeichnungen
Allmusic-Kritiker Stephen Thomas Erlewine bezeichnete das Album als Claptons bestes Album seit langer Zeit. Clapton fokussiere sich „sinnlich“, und Cale liefere ihm solide Songs. Erlewine vergab vier von fünf möglichen Bewertungseinheiten für das Album. John Metzger von The Music Box vergab ebenfalls vier von fünf Sternen und bewertete es als „exzellent“.
Bei den Grammy Awards 2008 wurde das Album in der Kategorie „Bestes zeitgenössisches Blues-Album“ mit einem Preis ausgezeichnet.

## Kommerzieller Erfolg

### Chartplatzierungen
The Road to Escondido erreichte Platz zwei der deutschen Albumcharts und blieb insgesamt 20 Wochen in den Charts. In Österreich und der Schweiz positionierte sich das Album auf den Rängen acht und drei. Im Vereinigten Königreich platzierte sich das Album auf Platz 50 und blieb eine Woche in den Charts. In den Vereinigten Staaten erreichte das Album Platz 23 der Billboard 200.
| ChartsChartplatzierungen       | Höchstplatzierung | Wochen |
| ------------------------------ | ----------------- | ------ |
| Deutschland (GfK)              | 2 (20 Wo.)        | 20     |
| Österreich (Ö3)                | 3 (12 Wo.)        | 12     |
| Schweiz (IFPI)                 | 7 (17 Wo.)        | 17     |
| Vereinigte Staaten (Billboard) | 23 (20 Wo.)       | 20     |
| Vereinigtes Königreich (OCC)   | 50 (3 Wo.)        | 3      |

| ChartsJahrescharts (2006) | Platzierung |
| ------------------------- | ----------- |
| Deutschland (GfK)         | 100         |
| Österreich (Ö3)           | 73          |
| Schweiz (IFPI)            | 67          |

### Auszeichnungen für Musikverkäufe
| Land/Region                  | Auszeichnungen für Musikverkäufe (Land/Region, Auszeichnung, Verkäufe) | Verkäufe |
| ---------------------------- | ---------------------------------------------------------------------- | -------- |
| Deutschland (BVMI)           | Platin                                                                 | 200.000  |
| Japan (RIAJ)                 | —                                                                      | 47.000   |
| Neuseeland (RMNZ)            | Platin                                                                 | 15.000   |
| Niederlande (NVPI)           | Gold                                                                   | 35.000   |
| Österreich (IFPI)            | Gold                                                                   | 15.000   |
| Schweiz (IFPI)               | Gold                                                                   | 15.000   |
| Vereinigte Staaten (RIAA)    | Gold                                                                   | 500.000  |
| Vereinigtes Königreich (BPI) | Silber                                                                 | 60.000   |
| Insgesamt                    | 1× Silber · 4× Gold · 2× Platin ·                                      | 887.000  |